# 193 av. J.-C.
Cette page concerne l'année 193 av. J.-C. du calendrier julien proleptique.

## Événements
- 26 novembre 194 av. J.-C. (15 mars 561 du calendrier romain) : début à Rome du consulat de Lucius Cornelius Merula et Quintus Minucius Thermus[1].
  - Ambassade d’Antiochos à Rome, reçue par Titus Quinctius Flamininus qui propose de ne pas intervenir auprès des cités grecques d’Asie si les Séleucides évacuent la Thrace ; les menées des Étoliens et d’Eumène II font échouer l’accord[2].
  - Campagne de Quintus Minucius Thermus contre les Ligures et soumission des Boïens par Lucius Cornelius Merula en Italie du Nord. Bataille de Mutina. Défaite des Boïens contre Lucius à Modène ; 14 000 Gaulois sont tués, plus d'un millier sont faits prisonniers[3]. Les Insubres s'allient avec Rome.
- Hiver 193/192, révolte celtibère : une force combinée de Vaccéens, Vettones et autres Celtibères est défaite près de la ville de Toletum (Tolède) par le préteur Marcus Fulvius Nobilior. Leur roi Hilernus est capturé[4].

- En Afrique du Nord, Massinissa profite du départ d’Hannibal pour étendre son territoire au détriment de Carthage. Il soumet au tribut la riche région des Emporia sur la Petite Syrte. Carthage porte l’affaire devant le Sénat de Rome, qui refuse de condamner le roi des Numides, qui s'empare définitivement des cités des Emporia en 162 av. J.-C.[5]
- Construction à  Rome par  les édiles Marcus Aemilius Lepidus et Lucius Aemilius Paullus Macedonicus de l'Emporium, un port fluvial sur le Tibre, et du « Porticus Aemilia  », un entrepôt couvrant presque trois hectares[6].